# 于克明德
于克明德（德語：Ueckermünde，發音：[ʏkɐˈmʏndə] ⓘ）是德国梅克伦堡-前波美拉尼亚州前波美拉尼亚-格赖夫斯瓦尔德县的城市，曾是于克明德县的县治，面积85.87平方千米，2023年12月31日人口为8,638人。